# Ralf Döring
Ralf Döring (* 1966) ist ein deutscher Ökonom und Arbeitsgruppenleiter der AG Fischerei- und Aquakulturökonomie beim Institut für Seefischerei des Johann Heinrich von Thünen Bundesforschungsinstitut für Ländliche Räume, Wald und Fischerei.

## Leben
Döring studierte in Kassel Ökonomie und promovierte an der Universität Greifswald. Zusammen mit Konrad Ott entwickelte er das Konzept der Starken Nachhaltigkeit. Er war lange Zeit bei Bündnis 90/Die Grünen in Greifswald aktiv und saß für diese Partei im Stadtrat. Als Wissenschaftler der Universität Greifswald, in Kooperation mit dem Landesfischereiverband MV und dem NABU Rügen versuchte Döring 2009 eine Regionalzertifizierung für Fisch aus nachhaltiger Nutzung zu etablieren. Dabei wurden unter seiner Leitung Kriterien für nachhaltige Fischerei entwickelt und Befragungen zum Kaufverhalten für zertifizierten Fisch durchgeführt. Die Einführung des Siegels als erstes seiner Art in Deutschland kam jedoch nicht zustande.